# Clase pública

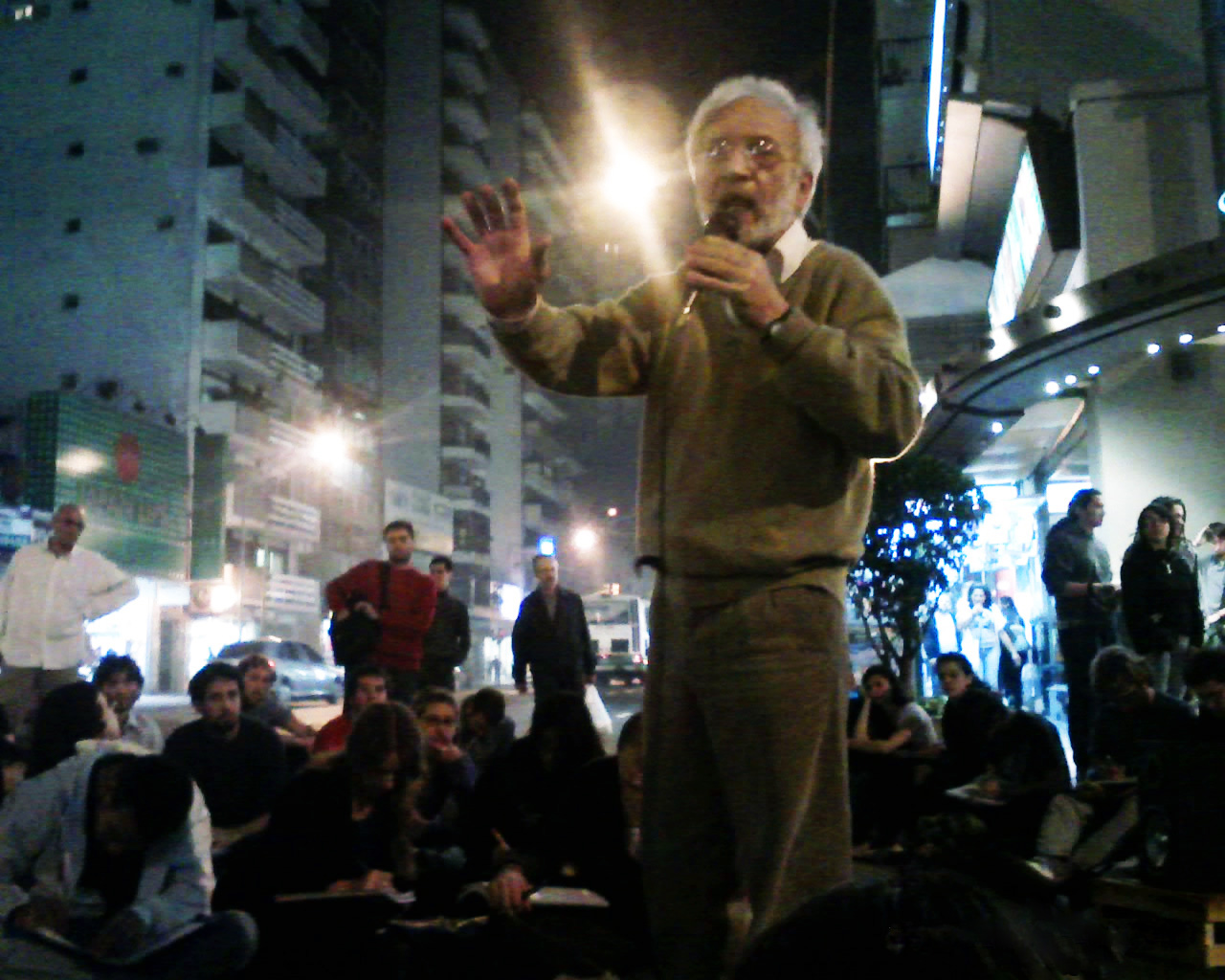
Clase pública de la Facultad de Ciencias Sociales (UBA) en Av. Corrientes y Ángel Gallardo, 17 de abril de 2008)

Se llama clase pública a la exhibición pública de profesores y estudiantes, mediante una congregación en las calles, a menudo en un lugar o una fecha simbólicos o asociados con una opinión, protesta o reclamo. A diferencia de la huelga o la manifestación, durante la clase pública el profesor dicta contenidos de su materia y los estudiantes escuchan, como si estuviesen en el aula.
Modalidad de protesta frecuente en las instituciones educativas públicas de la Argentina, su objetivo es hacer visible la instancia educativa a quienes no participan directamente en ella.